# روبرت والاس
روبرت والاس (بالإنجليزية: Robert Wallace)‏ هو سياسي جنوب أفريقي، ولد في 14 ديسمبر 1860، وتوفي في 23 ديسمبر 1929. انتخب عضو مجلس الملكة الخاص بأيرلندا.